# Ayllu
Met ayllu wordt de traditionele samenlevingsvorm in de Andes, met name bij de Quechua en de Aymara, aangeduid.
Ayllus waren de politieke en sociale leefgemeenschappen van de pre-Inca's en de latere Inca's. Ze bestonden vooral uit verwantschapsgroepen, maar ze konden worden uitgebreid met niet-familieleden. De leider was een curaca, een erfelijke functie, maar daar kon ook een andere afspraak over worden gemaakt. Ayllus aanbaden vaak hun eigen huaca: een lokale god die meestal in een fysiek object zoals een berg of een rots belichaamd werd. 
Een ayllu was een zelfvoorzienende gemeenschap, die voorzag in haar eigen voedsel en zelf het onderwijs van haar nageslacht ter hand nam. Een ayllu bezat een stuk grond en de leden hadden wederzijdse verplichtingen tegenover elkaar.
Bij een huwelijk trad de vrouw meestal toe tot de ayllu van haar echtgenoot. Maar ze behield wel het erfrecht op het land van haar ouders en kon door te erven haar lidmaatschap van haar geboorte-ayllu terugkrijgen. De meeste veranderingen in de ayllu vonden dan ook plaats door huwelijk en erfenis.
Met de komst van de conquistadores werden de encomienda en later de haciënda ingevoerd. De traditionele ayllus verdwenen daardoor nagenoeg, en maakte plaats voor individueel grondbezit. In afgelegen gebieden bleef het systeem echter behouden, of kwam het later weer terug. Bij de moderne Quechua en de Aymara komt het systeem daardoor tegenwoordig nog of weer voor.